# Michael Pichler
Michael Pichler   (Bruck an der Mur, 28 de juliol de 1982) és un ciclista austríac, professional del 2002 fins al 2010.

## Palmarès
Palmarès.
- 2004
  -  Campió d'Àustria sub-23 en ruta
- 2009
  - 1r a la Völkermarkter Radsporttage